# NBL 2015/16
Die NBL 2015/16 war die 38. Austragung der australasischen National Basketball League. Die mit sieben Teams aus Australien und einem Team aus Neuseeland ausgetragene Meisterschaft begann am 7. Oktober 2015 und endete am 6. März 2016. Im Finale konnte sich die Perth Wildcats in der best of three Serie gegen die New Zealand Breakers in drei Spielen durchsetzen und damit ihren siebten Meistertitel erringen.

## Modus
Jedes Team trägt in der regulären Saison 14 Heim- und 14 Auswärtsspiele aus. Die in der Endtabelle auf den ersten vier Plätzen stehenden Teams qualifizieren sich für die Playoffs. Das beste Team der Hauptrunde spielt im Halbfinale gegen den Vierten, während der Zweite gegen den Dritten spielt. Im Halbfinale und im Finale gilt der best of three modus.

## Tabelle
Abschlusstabelle nach Ende der Hauptrunde
- Für die Play-offs qualifiziert

| Pl. | Team                  | Spiele | Siege | Niederlagen | Siegquote | Punkte+ | Punkte- | Punktedifferenz | Heimbilanz | Auswärtsbilanz |
| --- | --------------------- | ------ | ----- | ----------- | --------- | ------- | ------- | --------------- | ---------- | -------------- |
| 01. | Melbourne United      | 28     | 18    | 10          | 64,29 %   | 2384    | 2342    | +42             | 11:3       | 7:7            |
| 02. | Perth Wildcats        | 28     | 18    | 10          | 64,29 %   | 2391    | 2266    | +135            | 12:2       | 6:8            |
| 03. | Illawarra Hawks       | 28     | 17    | 11          | 60,71 %   | 2637    | 2486    | +151            | 11:3       | 6:8            |
| 04. | New Zealand Breakers  | 28     | 16    | 12          | 57,14 %   | 2357    | 2282    | −75             | 11:3       | 5:9            |
| 05. | Adelaide 36ers        | 28     | 14    | 14          | 50,00 %   | 2495    | 2500    | −5              | 10:4       | 4:10           |
| 06. | Cairns Taipans        | 28     | 12    | 16          | 42,86 %   | 2238    | 2354    | −116            | 11:3       | 1:13           |
| 07. | Townsville Crocodiles | 28     | 11    | 17          | 39,29 %   | 2271    | 2390    | −119            | 8:6        | 3:11           |
| 08. | Sydney Kings          | 28     | 6     | 22          | 21,43 %   | 2416    | 2569    | −153            | 5:9        | 1:13           |

## Play-offs

### Modus
Die auf den ersten vier Plätzen der Abschlusstabelle der regulären Saison platzierten Mannschaften qualifizieren sich für die Play-offs. Die beste Mannschaft tritt dabei gegen die viertbeste und die zweitbeste gegen die drittbeste Mannschaft an. Das Halbfinale und das Finale werden im Best-of-three-Modus entschieden.

### Spiele
|  | Halbfinale | Halbfinale           | Halbfinale | Halbfinale | Halbfinale |  |  | Finale | Finale               | Finale | Finale | Finale |
|  |            |                      |            |            |            |  |  |        |                      |        |        |        |
|  |            |                      |            |            |            |  |  |        |                      |        |        |        |
|  | 1          | Melbourne United     | 82         | 78         |            |  |  |        |                      |        |        |        |
|  | 4          | New Zealand Breakers | 91         | 91         |            |  |  |        |                      |        |        |        |
|  |            |                      |            |            |            |  |  | 2      | Perth Wildcats       | 82     | 68     | 75     |
|  |            |                      |            |            |            |  |  | 4      | New Zealand Breakers | 76     | 72     | 52     |
|  | 2          | Perth Wildcats       | 80         | 87         | 89         |  |  |        |                      |        |        |        |
|  | 3          | Illawarra Hawks      | 68         | 104        | 74         |  |  |        |                      |        |        |        |
|  |            |                      |            |            |            |  |  |        |                      |        |        |        |

### Spielstatistiken
Halbfinale
| 18. Februar 2016 |  | Melbourne United 82, New Zealand Breakers 91 | Melbourne United 82, New Zealand Breakers 91 | Melbourne United 82, New Zealand Breakers 91 | Hisense Arena, Melbourne Zuschauer: 5532 | Fox Sports |
| 18. Februar 2016 |  |                                              |                                              |                                              | Hisense Arena, Melbourne Zuschauer: 5532 | Fox Sports |
| 18. Februar 2016 |  |                                              |                                              |                                              | Hisense Arena, Melbourne Zuschauer: 5532 | Fox Sports |
| 18. Februar 2016 |  |                                              |                                              |                                              | Hisense Arena, Melbourne Zuschauer: 5532 | Fox Sports |

| 20. Februar 2016 |  | New Zealand Breakers 91, Melbourne United 78 | New Zealand Breakers 91, Melbourne United 78 | New Zealand Breakers 91, Melbourne United 78 | Vector Arena, Auckland | Sky Sport New Zealand |
| 20. Februar 2016 |  |                                              |                                              |                                              | Vector Arena, Auckland | Sky Sport New Zealand |
| 20. Februar 2016 |  |                                              |                                              |                                              | Vector Arena, Auckland | Sky Sport New Zealand |
| 20. Februar 2016 |  |                                              |                                              |                                              | Vector Arena, Auckland | Sky Sport New Zealand |

| 19. Februar 2016 |  | Perth Wildcats 80, Illawarra Hawks 68 | Perth Wildcats 80, Illawarra Hawks 68 | Perth Wildcats 80, Illawarra Hawks 68 | Perth Arena, Perth Zuschauer: 8700 | Fox Sports |
| 19. Februar 2016 |  |                                       |                                       |                                       | Perth Arena, Perth Zuschauer: 8700 | Fox Sports |
| 19. Februar 2016 |  |                                       |                                       |                                       | Perth Arena, Perth Zuschauer: 8700 | Fox Sports |
| 19. Februar 2016 |  |                                       |                                       |                                       | Perth Arena, Perth Zuschauer: 8700 | Fox Sports |

| 21. Februar 2016 |  | Illawarra Hawks 104, Perth Wildcats 87 | Illawarra Hawks 104, Perth Wildcats 87 | Illawarra Hawks 104, Perth Wildcats 87 | WIN Entertainment Centre, Wollongong | Fox Sports |
| 21. Februar 2016 |  |                                        |                                        |                                        | WIN Entertainment Centre, Wollongong | Fox Sports |
| 21. Februar 2016 |  |                                        |                                        |                                        | WIN Entertainment Centre, Wollongong | Fox Sports |
| 21. Februar 2016 |  |                                        |                                        |                                        | WIN Entertainment Centre, Wollongong | Fox Sports |

| 26. Februar 2016 |  | Perth Wildcats 89, Illawarra Hawks 74 | Perth Wildcats 89, Illawarra Hawks 74 | Perth Wildcats 89, Illawarra Hawks 74 | Perth Arena, Perth | Fox Sports |
| 26. Februar 2016 |  |                                       |                                       |                                       | Perth Arena, Perth | Fox Sports |
| 26. Februar 2016 |  |                                       |                                       |                                       | Perth Arena, Perth | Fox Sports |
| 26. Februar 2016 |  |                                       |                                       |                                       | Perth Arena, Perth | Fox Sports |

Finale
| 2. März 2017 |  | Perth Wildcats 82, New Zealand Breakers 76 | Perth Wildcats 82, New Zealand Breakers 76 | Perth Wildcats 82, New Zealand Breakers 76 | Perth Arena, Perth | Fox Sports |
| 2. März 2017 |  |                                            |                                            |                                            | Perth Arena, Perth | Fox Sports |
| 2. März 2017 |  |                                            |                                            |                                            | Perth Arena, Perth | Fox Sports |
| 2. März 2017 |  |                                            |                                            |                                            | Perth Arena, Perth | Fox Sports |

| 4. März 2017 |  | New Zealand Breakers 72, Perth Wildcats 68 | New Zealand Breakers 72, Perth Wildcats 68 | New Zealand Breakers 72, Perth Wildcats 68 | North Shore Events Centre, Auckland | Sky Sports New Zealand |
| 4. März 2017 |  |                                            |                                            |                                            | North Shore Events Centre, Auckland | Sky Sports New Zealand |
| 4. März 2017 |  |                                            |                                            |                                            | North Shore Events Centre, Auckland | Sky Sports New Zealand |
| 4. März 2017 |  |                                            |                                            |                                            | North Shore Events Centre, Auckland | Sky Sports New Zealand |

| 6. März 2017 |  | Perth Wildcats 75, New Zealand Breakers 52 | Perth Wildcats 75, New Zealand Breakers 52 | Perth Wildcats 75, New Zealand Breakers 52 | Perth Arena, Perth Zuschauer: 13.090 | Fox Sports |
| 6. März 2017 |  |                                            |                                            |                                            | Perth Arena, Perth Zuschauer: 13.090 | Fox Sports |
| 6. März 2017 |  |                                            |                                            |                                            | Perth Arena, Perth Zuschauer: 13.090 | Fox Sports |
| 6. März 2017 |  |                                            |                                            |                                            | Perth Arena, Perth Zuschauer: 13.090 | Fox Sports |

## Spielerstatistiken
Alle Statistiken beziehen sich auf die reguläre Saison + die Play-off-Spiele.
| Platz | Name           | Team            | Spiele | Schnitt |
| ----- | -------------- | --------------- | ------ | ------- |
| 1.    | Jerome Randle  | Adelaide 36ers  | 23     | 23,00   |
| 2.    | Josh Childress | Adelaide 36ers  | 13     | 21,00   |
| 3.    | Kirk Penney    | Illawarra Hawks | 27     | 20,4    |
| 4.    | Corey Webster  | Perth Wildcats  | 28     | 19,6    |
| 5.    | Kevin Lisch    | Illawarra Hawks | 27     | 19,4    |

| Platz | Name           | Team                   | Spiele | Schnitt |
| ----- | -------------- | ---------------------- | ------ | ------- |
| 1.    | Daniel Johnson | S.E. Melbourne Phoenix | 28     | 9,3     |
| 2.    | Omar Samhan    | Townsville Crocodiles  | 12     | 8,9     |
| 3.    | Andrew Ogilvy  | Illawarra Hawks        | 31     | 8,6     |
| 4.    | Matty Knight   | Perth Wildcats         | 33     | 7,9     |
| 5.    | Josh Childress | Adelaide 36ers         | 13     | 7,8     |

| Platz | Name           | Team                   | Spiele | Schnitt |
| ----- | -------------- | ---------------------- | ------ | ------- |
| 1.    | Cedric Jackson | Illawarra Hawks        | 33     | 6,3     |
| 2.    | Jerome Randle  | Adelaide 36er          | 23     | 5,2     |
| 3.    | Rhys Martin    | Illawarra Hawks        | 18     | 4,2     |
| 4.    | Adam Gibson    | S.E. Melbourne Phoenix | 27     | 4,1     |
| 5.    | Stephen Holt   | Brisbane Bullets       | 30     | 3,7     |

| Platz | Name           | Team             | Spiele | Schnitt |
| ----- | -------------- | ---------------- | ------ | ------- |
| 1.    | Damian Martin  | Perth Wildcats   | 24     | 1,8     |
| 2.    | Kevin Lisch    | Illawarra Hawks  | 27     | 1,8     |
| 3.    | Andrew Ogilvy  | Illawarra Hawks  | 31     | 1,5     |
| 4.    | Cedric Jackson | Illawarra Hawks  | 33     | 1,3     |
| 5.    | Casey Prather  | Brisbane Bullets | 27     | 1,2     |

| Platz | Name            | Team             | Spiele | Schnitt |
| ----- | --------------- | ---------------- | ------ | ------- |
| 1.    | Julian Khazzouh | Sydney Kings     | 17     | 1,8     |
| 2.    | Andrew Ogilvy   | Illawarra Hawks  | 31     | 1,7     |
| 3.    | Josh Childress  | Adelaide 36ers   | 13     | 1,7     |
| 4.    | Alex Pledger    | Melbourne United | 31     | 1,4     |
| 5.    | Angus Brandt    | Perth Wildcats   | 28     | 1,2     |

## Individuelle Auszeichnungen
- Most Valuable Player der regulären Saison (Andrew Gaze Trophy): Kevin Lisch (Illawarra Hawks)[1]
- Rookie of the Year: Nick Kay (Townsville Crocodiles)[2]
- Best Defensive Player (Damian Martin Trophy): Kevin Lisch (Illawarra Hawks)[3]
- Best Sixth Man: Hakim Warrick, (Melbourne United)[4]
- Most Improved Player: Clint Steindl (Townsville Crocodiles)[5]
- Coach of the Year (Lindsay Gaze Trophy): Shawn Dennis (Townsville Crocodiles)[6]
- Referee of the Year: Vaughan Mayberry[7]
- All-NBL First Team:
  - Jerome Randle (Adelaide 36ers)[8]
  - Kevin Lisch (Illawarra Hawks)
  - Chris Goulding (Melbourne United)
  - Daniel Kickert (Melbourne United)
  - Andrew Ogilvy (Illawarra Hawks)
- All-NBL Second Team:
  - Stephen Holt (Melbourne United)
  - Corey Webster (New Zealand Breakers)
  - Kirk Penney (Illawarra Hawks)
  - Matthew Knight (Perth Wildcats)
  - Daniel Johnson (Adelaide 36ers)

- Grand Final Series MVP (Larry Sengstock Medal): Damian Martin (Perth Wildcats)